# Ti fa stare bene
Ti fa stare bene è un singolo del rapper italiano Caparezza, pubblicato il 15 settembre 2017 come secondo estratto dal settimo album in studio Prisoner 709.

## Descrizione
Sottotitolato L'ora d'aria, si tratta dell'ottavo brano dell'album e in esso è presente un coro di bambini.

## Video musicale
Il video, diretto da Fabrizio Conte e prodotto da Videoproject, è stato pubblicato in concomitanza con il lancio del singolo attraverso il canale YouTube del rapper.

## Tracce
7" – Ti fa stare bene/Una chiave
- Lato A

1. Ti fa stare bene – 4:10

- Lato B

1. Una chiave – 4:05

## Formazione
Musicisti
- Caparezza – voce, arrangiamento
- Alfredo Ferrero – chitarra, arrangiamento
- Giovanni Astorino – basso, violoncello, trascrizioni e direzione d'orchestra
- Gaetano Camporale – tastiera vintage, pianoforte, arrangiamento
- Rino Corrieri – batteria
- Marcello De Francesco – violino
- Fabrizio Signorile – violino
- Serena Soccoia – violino
- Pantaleo Gadaleta – violino
- Liliana Troia – violino
- Ilaria Catanzaro – violino
- Alfonso Mastrapasqua – viola
- Francesco Capuano – viola
- Marcello De Francesco – violino
- Elia Ranieri – violoncello
- Giovanni Nicosia – tromba
- Francesco Sossio – sassofono
- Francesco Tritto – trombone
- Giuseppe Smaldino – corno
- Alessio Anzivino – basso tuba
- Mezzotono – cori armonizzati
- Nicola Quarto – cori rock
- Valeria Quarto – cori rock
- Francesco Stramaglia – cori rock
- Simone Martorana – cori rock
- Mariabruna Andriola – cori rock
- Coro dei rumori bianchi – coro dei bambini
- Lazzaro Ciccolella – direzione coro

Produzione
- Caparezza – produzione artistica
- Antonio Porcelli – registrazione ai Sunny Cola Studio e al Mast Recording Studio
- Francesco Aiello – registrazione ai Sunny Cola Studio e al Mast Recording Studio
- Massimo Stano – registrazione al Mast Recording Studio
- Chris Lord-Alge – missaggio
- Nik Karpen – assistenza al missaggio
- Adam Chagnon – assistenza aggiuntiva al missaggio
- Gavin Lurssen – mastering
- Spencer Kettrick – mastering aggiuntivo

## Classifiche
| Classifica (2017) | Posizione massima |
| ----------------- | ----------------- |
| Italia            | 15                |